# 송과선

좌,우 시상 배측에 위치하는 송과샘(붉은색)

송과선(松果腺), 솔방울샘, 또는 송과체(松果體)는 척추동물의 뇌 속에 위치하고 있는 작은 내분비기관이다. 이 기관은 세로토닌에 의해 분비신호를 받아 멜라토닌을 만들어내는데, 이렇게 만들어진 멜라토닌 호르몬은 계절과 일주기 리듬에 대해 수면 패턴의 조절에 영향을 미친다. 송과샘은 그 이름에 걸맞게 작은 솔방울과 모양이 매우 흡사하고, 시상상부(epithalamus)에 위치하고 있다. 시상상부는 시상의 두 반쪽이 만나는 이랑 내에 갇혀있는 두 반구 사이, 즉 시상 접합부의 두 반쪽이 있는 홈 내부로 둘러싸여 있다.
거의 대부분의 척추동물 종들이 송과샘을 가지고 있다. 다만, 중요한 예외는 척추동물문에 속하는 생물종 중 가장 원시적인 것으로 여겨지는 먹장어이다. 그러나, 이러한 먹장어조차도 "송과샘과 동등한" 구조가 등쪽 사이뇌(dorsal diencephalon)에 있는 것으로 알려져 있다. 척추동물문과 가장 유연관계가 깊은 창고기(학명: lancelet Branchiostoma lanceolatum)에서도 마찬가지로 마땅히 눈에 띄는 송과샘의 구조가 보이지 않는다. 하지만, 먹장어 만큼이나 원시적인 척추동물로 여겨지는 칠성장어는 송과샘을 가지고 있다. 앨리게이터, 즉 파충류의 경우 송과샘을 가지고 있지 않은 경우가 많다.
한편, 르네 데카르트는 송과선을 영혼이 머무르는 자리로 믿었다. 그의 동시대 사람들 중 철학파는 특별한 철학적 특징 없이 송과선을 신경해부학적 구조물로 여기고 있었다. 이는 당시의 과학이 그것을 여러 내분비선 중 하나로 이해하고 있었음을 의미한다. 그러나, 송과선은 여전히 유사과학의 영역에서 높은 지위를 차지하고 있다.

## 구조
송과선은 정중선을 따라 위치하고 있는 유일한 뇌구조이며, 짝을 이루지 않는다. 이것은 마치 솔방울의 모양과 닮았다 하여 그 모습에서 이름이 유래되었다. 송과선은 회적색 빛을 띠고있으며, 사람에서는 쌀 한 톨(5-8mm)정도의 크기를 보인다. 시상상부의 일부이며, 고삐교차연결(habenular commissure)뒤와 가쪽으로 위치한 시상체(thalamic bodies) 사이에 위치한다. 이것은 사구체(corpora quadrigemina) 근처의 사구수조(quadrigeminal cistern) 안에 위치하고 있다. 또한, 제 3뇌실 뒤에도 위치하고 있으며, 송과샘의 줄기에 튀어나와있는 제 3뇌실의 작은 송과체오목을 통해 공급된 뇌척수액에 잠겨있다.

### 혈류공급
포유류의 뇌에서 관찰되는 여러 부위와는 달리, 송과샘은 혈액뇌장벽(BBB)에 의해 고립되어 있지 않다. 즉, 이 구조물에는 후대뇌동맥(posterior cerebral artery)의 맥락막 가지(choroidal branch)로부터 공급된 혈류가 신장에 버금갈 정도로 많다.

### 신경분포
송과샘은 윗목교감신경절(superior cervical ganglion)로부터 분지된 교감신경의 지배를 받는다. 또한, 날개입천장신경절(pterygopalatine ganglion)과 귀신경절(otic ganglia)로부터 분지된 부교감신경 역시 신경연접 되어있다. 더욱이, 몇몇 신경섬유들은 송과샘 줄기를 통한 송과샘을 관통한다. 또한, 삼차 신경절 속 뉴런들이 뉴로펩티드인 PACAP(Pituitary Adenylate Cyclase-Activating Peptide)를 포함한 신경섬유와 함께 송과샘에 신경지배하고 있다.

### 조직학적 관점
송과샘은 결합조직 공간에 의해 둘러싸인 송과체세포(pinealocytes)의 소엽 유조직(lobular parenchyma)으로 구성되어있고, 표면은 연질막 주머니에 의해 둘러싸여 있다. 송과샘은 주로 송과체세포로 이루어져있지만, 네 가지 다른 유형의 세포들이 확인되었다. 피질과 백질의 측면에서 이러한 유형의 세포들은 꽤나 뭉쳐있는 형태로 존재하기 때문에 종양으로 잘못 오인될 수 있다.
| 세포 유형                                              | 설명 |
| ------------------------------------------------------ | --- |
| 송과체세포(Pinealocytes)                               | 송과체세포는 4-6개의 돌기(process)를 갖는 체세포이다. 이들은 멜라토닌(melatonin)을 생성하고 분비한다. 송과체세포는 특수한 은 첨착 방법에 의해 염색될 수 있고, 세포질은 약한 호염기성을 띤다. 특수한 염색법을 통해 송과체세포의 길고 갈라진 세포질돌기(cytoplasmic process)를 관찰할 수 있다. 이러한 돌기들은 결합조직 중격(connective septa)과 혈관까지 뻗어있다. |
| 사이질세포, 간질세포(Interstitial cell)                | 사이질세포는 송과체세포 사이에 존재하며, 이들은 길쭉한 핵과 세포질을 가지고 있다. 사이질세포의 핵과 세포질은 염색시에 송과체세포보다 훨씬 어둡게 염색된다. |
| 혈관주위세포(Perivascular phagocyte)                   | 많은 모세혈관들이 송과샘에 존재하고, 혈관주위세포들은 이러한 모세혈관 근처에 인접하게 위치하고 있다. 이 세포들은 항원제시세포에 속한다. |
| 송과체뉴런(Pineal neuron)                              | 고등척추동물에서 신경세포(neuron)는 보통 송과샘에 위치한다. 그러나 척추동물에 속하는 설치류에서는 송과샘에 신경세포가 존재하지 않는다. |
| 펩티드성 뉴런 유사 세포(Peptidergic neuron-like cells) | 몇몇 종들에서 펩티드성 뉴런 유사세포가 관찰된다. 이러한 세포들은 주변분비를 통해 조절작용을 할 것으로 여겨진다. |

뇌와 특히 송과샘의 몇몇 부위들에서 칼슘구조(calcium structures)가 관찰되는데, 소위 ‘뇌모래(brain sand)’라 불리는 중추신경 조직에 존재하는 모래상태의 물질이 바로 그것이다. 이것은 나이를 먹어감에 따라 그 수가 비례하여 증가하는 경향을 보인다. 화학적 분석결과를 통해 뇌모래(brain sand)가 인산칼슘(calcium phosphate), 탄산칼슘(calcium carbonate), 그리고 인산암모늄(ammonium phosphate)로 구성되어 있다는 것이 잘 알려져 있고, 2002년에 송과샘 내부 탄산칼슘 형태의 방해석 퇴적물로써 처음 보고가 되었다. 송과샘 내부의 칼슘과 인의 퇴적은 노화와 밀접한 관련을 맺고 있다.

### 발달
인간의 송과샘은 생후 1-2년까지 크기생장을 하고, 그 뒤로는 성장이 멈추며 안정세를 유지하다가 사춘기가 시작되면 크기는 일정한 채로 질량만 점차 증가하기 시작한다. 소아기에 풍부한 멜라토닌(melatonin)의 분비는 2차 성징을 억제하는 것으로 여겨지며, 송과샘에 생긴 종양은 성조숙증과 밀접한 관련이 있다. 일반적으로 사춘기에 이르면, 멜라토닌의 생산은 감소된다.

## 기능
송과샘의 1차 기능은 멜라토닌의 생성이다. 멜라토닌은 중추신경계에서 다양한 역할을 하는데, 그 중 가장 중요한 역할은 수면패턴(sleep pattern)의 조절이다. 멜라토닌의 생산은 어두운 환경조건에 의해 촉진되며, 빛이 있는 환경에서는 생산이 억제된다. 망막에 존재하는 빛에 민감한 신경세포(light sensitive nerve cells)는 빛을 감지하고, 이 신호를 시교차상핵(suprachiasmatic nucleus)에 보내 시교차상핵이 낮-밤 주기를 맞추도록 한다. 그러면, 신경섬유는 시교차상핵에서 뇌실곁핵(paraventricular nuclei)으로 빛(daylight) 정보를 전달하고, 척수와 교감신경을 거쳐 위목신경절(superior cervical ganglia)로 전달된 뒤, 최종적으로 송과샘에 도달하게 된다.
베타-카르볼린(beta-carboline)에 속하는 피놀린(pinoline)이 송과샘에서 만들어진다.

### 뇌하수체의 조절
설치류에서의 연구는 송과샘이 뇌하수체에서 난포자극호르몬(Follicle-Stimulating Hormone, FSH), 황체형성호르몬(Luteinizing Hormone, LH)과 같은 성호르몬 분비에 영향을 미친다는 것을 암시하고 있다. Motta, Fraschini, 그리고 Martini (1967)는 그들의 실험에서 설치류의 송과선을 절제하였다(pinealectomy). 뇌하수체의 무게 변화는 관찰되지 않았지만, FSH와 LH의 농도가 증가한 것이 관찰되었다. 같은 실험에서, 멜라토닌의 투여(administration)는 FSH의 농도를 정상수준으로 돌려놓지 못하였는데, 이는 뇌하수체의 FSH와 LH를 멜라토닌이 아닌, 송과샘 유래의 알려지지 않은 신호전달 분자를 통해 조절한다는 것을 암시한다.

### 약물대사
설치류에 대한 연구는 송과샘이 코카인(cocaine), 항우울제(anti-depressant)와 같은 기분전환 약물(recreational drug)의 작용에 영향을 미칠 수 있다는 것을 암시하고 있다. 그리고 멜라토닌이 신경퇴행(neurodegeneration)을 막을 수 있다는 사실이 알려져 있다.

## 임상적 의의

### 석회화
송과샘의 석회화(calcification)는 젊은 성인에서 대개 일반적으로 나타나며, 2살 내외의 유아에서도 관찰된다. 석회화된 송과샘은 종종 두개골 엑스레이(skull X-Ray)에서 관찰될 수 있다. 석회화 속도는 나라별로 다양하며, 연령의 증가와 밀접한 관련을 가지고 있는데 17세 미국인의 40%정도에서 송과샘의 석회화가 나타나기 시작한다. 송과샘의 석회화는 뇌모래(brain sand)와 크게 관련이 있다.
송과샘의 내분비는 생식선(reproductive gland)의 발달을 방해하는 것처럼 보이는데, 이는 송과샘이 손상된 유아에서 가속화된 생식기와 뼈의 발달이 관찰되기 때문이다.
몇몇 연구결과는 송과샘 석회화의 정도가 다른 유형의 치매(dementia)의 치매를 앓는 환자에 비해 알츠하이머(Alzheimer’s disease) 환자에서 더 높은 정도로 나타났다.
송과샘의 석회화는 또한 알츠하이머의 병인에 기여하는 것으로 여겨지며, 결정화 억제자(crystallization inhibitors)가 부족해진 것으로 보여진다.
뇌가 늙어감에 따라 더 많은 침착물이 나타나는 것으로 보아, 송과샘의 칼슘, 인, 그리고 불소(fluoride) 침착물(deposits)은 노화와 깊은 연관을 맺고 있다는 것을 알 수 있다. 나이가 들어감에 따라 송과샘은 치아와 같이 비슷한 불소의 양을 포함하게 된다. 송과샘에 존재하는 불소와 칼슘의 양은 밀접한 연관이 있다.

### 종양
송과체의 종양은 소위 송과체종(pinealomas)라 불리며, 매우 드물게 나타난다. 약 50%에서 70%가 배아세포종(germinoma)이며, 고립된 배아생식세포(embryonic germ cells)에서 발생한다. 조직학적으로 송과체종과 배아세포종은 고환종(testicular seminomas), 그리고 난소생식세포종(ovarian dysgerminomas)과 유사하다.
송과체의 종양은 등쪽 중뇌의 상구(superior colliculi)와 덮개앞구역(pretectal area)을 압박할 수 있고, 이는 결국 파리노드 증후군(Parinaud’s syndrome)을 야기시킨다. 송과체 종양은 또한 중간뇌수도관(cerebral aqueduct)의 압박을 야기할 수 있으며, 이는 결국 비감염뇌수종(noncommunicating hydrocephalus)으로 이어질 수 있다. 다른 징후들은 압박에 의한 결과들이며, 시각장애(visual disturbance), 두통(headache), 의식저하(mental deterioration) 그리고 때때로 치매-유사행위(dementia-like behavior)가 여기에 해당한다.
이러한 종양들은 결과적으로 종양의 공격성(neoplastic aggressiveness)와 관련이 있는 분화정도에 기반하여 송과체아세포종(pineoblastoma), 송과체세포종(pineocytoma), 그리고 이 두 가지가 섞인 종양형태의 세 가지 범주로 나누어볼 수 있다. 송과체세포종을 가진 환자의 임상경과(clinical course)는 수년까지 생존할 정도로 연장되었지만, 이러한 종양이 발생하는 위치는 외과수술을 통해 제거하기가 매우 어렵다는 것이 한계로 남아있다.

## 다른 동물들
현재의 새와 파충류들은 송과샘에서 빛을 전기적 신호로 바꾸어주는 멜라놉신 색소(phototransducing pigment melanopsin)을 발현하고 있는 것으로 나타났다. 조류의 송과샘은 포유류의 시교차상핵(suprachiasmatic nucleus)과 같은 역할을 하는 것으로 여겨진다.
몇몇 척추동물에서 빛 노출은 일주기 리듬(circadian rhythms)을 조절하는 송과샘 내부의 연쇄적인 효소 반응을 개시시킨다. 또 일부 고대 척추동물의 두개골 화석에서 송과체 구멍(pineal foramen)이 발견되었다. 이것은 이른바 현재의 ‘살아있는 화석’으로 불리는 칠성장어(lampreys)와 뉴질랜드 도마뱀(tuarata)을 비롯한 그 밖의 다른 척추동물들에서 발견되는 두정안(parietal eye)과 연관이 있으며, 일부 척추동물에서 두정안은 빛에 민감한 특성을 보인다. 따라서, 한편, 뉴질랜드 도마뱀의 송과안(또는 두정안, pineal eye) 에서는 각막(cornea), 수정체(lens), 그리고 망막(retina)의 구조를 관찰할 수 있으며, 비록 망막에 대해서는 척추동물보다 연체동물인 문어와 더 비슷하긴 하지만 여전히 유사성은 존재한다. 포유동물을 포함하여 두정안이 사라진 동물들에서 송과낭은 송과샘의 형태로 밀집되고 유지되었다.
화석에서 부드러운 체조직을 찾기란 거의 어렵다. 약 9천만 년 전, 러시아 Melovatka 지역 조류의 뇌는 예외적으로 화석에서 발견할 수 있는데, 이 지역의 조류들은 지금의 조류보다 훨씬 큰 두정안과 송과샘을 가지고 있었던 것으로 밝혀졌다.

## 관련된 형이상학적, 철학적 사항
17세기 철학자이자 과학자인 르네 데카르트(René Descartes)는 해부학과 생리학에 매우 큰 관심을 보였다. 그는 그의 첫 저서 ‘Treatise of Man(1637)’와 마지막 저서 ‘The Passions of the Soul(1649)’에서 송과샘에 대해 언급하였고, 이 부위를 “영혼이 자리잡고 있는 부위임과 동시에 우리의 모든 생각이 형성되는 장소”로 간주했다.
‘Treatise of Man’에서 데카르트는 인간의 개념적 모델, 이른바 신에 의해 창조된 육체와 영혼 두 가지 요소로 이루어져 있는 피조물을 묘사했다. ‘The Passion of the Soul’에서는 인간을 육체와 영혼으로 분리시켰고, 인간의 영혼이 “뇌의 한 가운데 위치해 있고, 영혼이 뇌의 앞쪽 공간과 뒤쪽 공간을 드나들며 지나는 길 위에 매달린 작은 분비선”에 의해 몸 전체와 연결될 수 있다고 강조했다.
데카르트는 이 분비선에 중요성을 두었는데, 이는 쌍으로 존재하는 뇌의 여러 부위와는 달리 유일하게 단일부분으로써 존재하는 부위라고 믿었기 때문이다. 데카르트의 기본적인 해부학적, 그리고 생리학적 가정의 대부분은 현대의 입장에서 뿐만 아니라 그의 시대에서 이미 알려진 것들에 비추어 보았을 때도 전적으로 틀린 것들이다.
“송과안(pineal-eye)”의 개념은 프랑스 작가 조르주 바타유(Georges Bataille)의 중심철학사상이었고, 문학 연구가 드니스 홀리어(Denis Hollier)의 연구 ‘Against Architecture’에서 상세히 분석되었다. 이 연구에서 홀리어는 어떻게 바타유가 송과안의 개념을 어떻게 서구적 합리성(Western rationality)의 맹점으로 참조하였는지, 그리고 과도한 헛소리의 기관으로써 사용하였는지를 논의하고 있다. 이 개념적 장치(conceptual device)는 그의 초현실주의적 작품인 ‘The Jesuve’와 ‘The Pineal Eye’에서 명확히 드러난다.
19세기 후반 신지학(theosophy)의 창시자인 불리는 블라바츠키 여사(Madame Blavatsky)는 힌두교의 ‘제 3의 눈(the third eye), 이른바 아즈나 차크라(Ajna chakra)’과 송과샘을 동일시하였고, 이것은 여전히 오늘날에도 유효하다.
작가이자 연구가인 Rick Strassman은 송과샘이 특정한 조건 하에서 환각제의 일종인 N,N-dimethyltryptamine(DMT)를 생산할 것이라는 이론을 제시했다. 2013년 그와 다른 연구자들은 설치류의 송과샘 미량투석(pineal gland microdialysate)을 통해 DMT의 존재를 처음으로 보고했다.

## 역사
송과샘의 분비 활성도는 여전히 일부분만 알려진 상태이다. 뇌 속 깊이 존재하는 송과샘의 위치적 특성은 역사를 통틀어 철학자들에게 특별한 중요성을 가진 것으로 명시되어왔다. 이러한 불확실성과 위치적 특이성의 조합은 그것이 신비롭고, 형이상학적(metaphysical)이며, 초자연적(occult)인 이론들과 함께 “미스터리한” 분비샘으로써 간주되게끔 하는 기폭제가 되었다.
송과샘은 처음엔 더 큰 기관의 “흔적기관(vestigial remnant)”정도로만 인식되었다. 1917년, 소에서 얻어낸 송과체 추출물을 개구리의 피부에 처리했더니 미백효과가 있다는 사실이 알려졌다. 예일 대학(Yale University)의 피부과학 교수 Aaron B. Lerner와 그의 동료들은 송과체로부터 얻어진 미지의 물질이 피부병을 치료하는 데 도움이 될 수 있을 것이란 희망을 품고 1958년 송과체로부터 해당 물질을 분리한 뒤 멜라토닌(melatonin)이라 이름 붙였다. 이 물질은 의도한 것과는 달리 피부병에 어떤 효능이 있다는 사실을 밝혀내지 못하였다. 하지만, 멜라토닌의 발견은 ‘왜 쥐의 송과체를 제거했을 때 과도하게 난자가 성장하는지’, ‘왜 쉬지 않고 쥐에게 빛을 쬐어주는 것이 송과체의 무게를 감소시키는지’와 더불어 ‘왜 송과선 절제(Pinealectomy)와 끊임없는 빛에 노출되는 것과 동일한 정도로 난소의 성장에 영향을 주는지’에 대한 실마리를 제공하는 데 큰 도움을 주었다. 이 지식들은 결과적으로 새로운 학문의 영역인 시간생물학(chronobiology)가 태동하는 데 활력을 불어넣게 되었다.

## 같이 보기
- 시교차 상핵
- 멜라놉신
- 하루주기리듬